# Gerardo Gamba Ayala
Gerardo Gamba Ayala (Ciudad de México, 16 de febrero de 1961) es un médico, investigador, catedrático y académico mexicano. Se ha especializado en medicina interna y nefrología. Ha trabajado en la investigación de la fisiología molecular de las proteínas de transporte de membrana celular, particularmente en la familia de cotransportadores electroneutros renales y su repercusión en la hipertensión arterial.

## Estudios y docencia
Realizó sus estudios en la Facultad de Medicina de la Universidad Nacional Autónoma de México. Se especializó en medicina interna y nefrología en el Instituto Nacional de Nutrición Salvador Zubirán obteniendo la maestría y doctorado con mención honorífica de la Facultad de Medicina de la Universidad Nacional Autónoma de México. De 1990 a 1993 realizó estudios posdoctorales en la Escuela Médica de Harvard. Fue becario por el Consejo Nacional de Ciencia y Tecnología, por la Secretaría de Educación Pública, por la Fundación México en Harvard, por el John E. Fogarty International Center y por la American Heart Association.
Desde su regreso a México en 1993 ha impartido la cátedra de Fisiología Humana en su alma mater. Por otra parte, como profesor de posgrado ha sido tutor de los programas de maestría y doctorado en Ciencias Biomédicas, Ciencias Bioquímicas, Ciencias Médicas y Ciencias Biológicas. Ha impartido clases para la Universidad La Salle y para la Universidad Panamericana, así como en el Instituto Tecnológico de Estudios Superiores de Monterrey, CCM en su calidad de Líder Académico. Ha sido profesor visitante en el Departamento de Fisiología de la Universidad de Mánchester, en la Escuela de Medicina de la Universidad de Harvard, en el Departamento de Nefrología del Hospital Clínico y Provincial de Barcelona, en la Escuela de Medicina de la Universidad Autónoma de San Luis Potosí, en el Instituto de Farmacología y Toxicología de Lausana en Suiza, y en la División Renal del Hospital Brigham and Women's en Boston.

## Investigador y académico
De 2014 a 2022 fue Director de Investigación del Instituto Nacional de Ciencias Médicas y Nutrición Salvador Zubirán. Es investigador nivel III del Sistema Nacional de Investigadores y jefe de la Unidad de Fisiología Molecular del Instituto de Investigaciones Biomédicas de la Universidad Nacional Autónoma de México y del Instituto Nacional de Ciencias Médicas y Nutrición Salvador Zubirán. Ha sido jefe del Departamento de Medicina Genómica y Toxicología Ambiental del Instituto de Investigaciones Biomédicas de la UNAM y jefe del Departamento de Nefrología del Instituto Nacional de Cardiología Ignacio Chávez. Es miembro titular de la Academia Nacional de Medicina de México y de la Academia Mexicana de Ciencias, de la American Society of Nephrology, de la International Society of Nephorology y de la American Physiological Society. Es miembro del Consejo Consultivo de Ciencias de la Presidencia de la República.
Entre sus líneas de investigación ha trabajado en el estudio de la regulación de la presión arterial y de la hipertensión arterial, con particular énfasis en la regulación de la excreción urinaria de sal. Ha escrito más de doscientos cincuenta artículos para revistas especializadas, así como numerosos capítulos de libros en inglés y en español. Ha sido citado en más de veinte mil ocasiones. Es o ha sido miembro de los comités editoriales de la Gaceta Médica de México, del American Journal of Physiology, del Kidney International y del Embo Molecular Medicine y fungió como redactor jefe de 1999 a 2014 de la Revista de Investigación Clínica, órgano del Instituto Nacional de Ciencias Médicas y de la Nutrición Salvador Zubirán.

## Premios y distinciones
- Premio “Miguel Alemán Valdés” en el área de Salud en 1999.
- Distinción Universidad Nacional para Jóvenes Académicos en 2000.
- Premio Universidad Nacional en el área de Investigación en Ciencias Naturales por la Universidad Nacional Autónoma de México en 2008.
- Premio Scopus por la editorial Elsevier y el Consejo Nacional de Ciencia y Tecnología (Conacyt) en 2010.[6]
- Premio Nacional de Ciencias y Artes en el área de Ciencias Físico-Matemáticas y Naturales por el Gobierno Federal de México en 2010.
- Premio Ciudad Capital “Heberto Castillo” por el Instituto de Ciencia y Tecnología del Gobierno del Distrito Federal en 2011.[7]
- Steven Hebert Lecturer de la American Physiological Society, Boston 2013.
- Carl Gottschalk lecturer de la American Physiological Society, Long Beach, CA 2024